# 閔キ植
閔 耭植（ミン・ギシク、민기식、1921年 - 1998年10月11日）は大韓民国の軍人、政治家。太極武功勲章授与者。本貫は驪興閔氏。漢字表記は閔機植とも。

## 人物
1921年、忠清北道清原に生まれる。1943年に満洲国の建国大学政治経済学科に入学するも、戦争の激化で45年1月に中退して学徒出陣し、3月に日本軍少尉に任官、そのまま終戦を迎えた。
帰郷後、清州で金鍾五と共に日本軍から引き渡された武器で「武装自衛隊」を組織し、学徒兵出身者により組織された「朝鮮学徒同盟」にも参加したが、左傾化を嫌って崔栄喜とともに脱退した。
1946年1月15日付で軍事英語学校卒業、任参尉（少尉、軍番10018番）。2月7日、米軍のハプス少尉及び下士官2人と共に故郷の清州で第7連隊の創設を命ぜられ、ただちに「武装自衛隊」メンバーと日本軍下士官出身者を中心にA中隊を編成し、同中隊長に就任した。連隊の編成は順調に進み、1947年1月5日に編成完結式をあげて第7連隊長となった。1947年5月1日付で総司令部参謀。1947年12月1日、第2旅団参謀長。1948年2月、陸軍大佐として陸軍歩兵学校副校長に任ぜられ、同年7月、アメリカ陸軍歩兵学校に留学。1949年8月1日、陸軍歩兵学校副校長に復帰。同年11月28日、陸軍歩兵学校校長。
1950年6月、朝鮮戦争が勃発し、7月7日に第7師団長。第7師団は閔部隊となり、北朝鮮第6師団の遅滞に任じる。閔部隊は釜山橋頭堡の戦いでは韓国軍、アメリカ第8軍の機動打撃部隊として勇戦し、東海岸地区の防御で偉功を立て、第7師団再建の基幹部隊となる。
1950年8月、戦時特命検閲部補佐官。9月15日、大邱防衛司令官。9月26日、京仁地区戒厳司令部副司令官。1950年10月8日、第5師団長、任准将。南部の共匪討伐を指揮した。休戦会談後の1951年9月4日から10月14日にかけて行われた加七峰戦闘で勇戦。
1952年1月22日、陸軍大学副総長。同年4月24日、野党の国会議員である徐珉濠が陸軍大尉を護身用の拳銃で射殺した事件が起き、徐珉濠は殺人容疑で軍事裁判にかけられた。閔が裁判長を務め、懲役8年の刑を宣告した。徐珉濠は居昌事件や国民防衛軍事件などの真相調査の先頭に立ったことから、李承晩は不快に思っており、徐に重刑が下されることを期待したが、このような判決に激怒し、閔を罷免しようとした。優秀な指揮官である閔を惜しんだ白善燁は李承晩を説得して、閔の罷免を撤回させた。
1953年1月15日、第2教育旅団長。同年2月9日、第21師団長(初代)。同年5月、任少将。8月27日、太極武功勲章（勲記番号第122号）を授与された。
1954年6月、アメリカ陸軍指揮幕僚大学に留学。
1956年7月、陸軍本部行政参謀副長。
1957年8月、第3管区司令官。
1959年7月、第1軍副司令官。
1960年9月、第2軍団長。
1961年1月、任中将。同年5月に起きた5・16軍事クーデターでは、隷下の第12師団（師団長：朴春植准将）を派遣して協力した。クーデター成功後、第2軍司令官。
1962年5月、第1軍司令官。
1963年6月、参謀総長、任大将。
1965年3月、予備役編入。忠州肥料社長。
1967年、第7代国会議員（清原区、民主共和党）、国防委員長。
1971年、第8代国会議員（清原区、民主共和党）、国防委員長。
1973年、第9代国会議員（清州・清原区、民主共和党）、民主共和党党務委員。
1995年12月、星友会会長（4代）。

## 勲章
- 太極武功勲章
- シルバースター - 1951年3月20日[16]